# Urfacus bozovaensis
Urfacus bozovaensis är en stekelart som beskrevs av Miktat Doganlar 2003. Urfacus bozovaensis ingår i släktet Urfacus och familjen finglanssteklar.
Artens utbredningsområde är Turkiet. Inga underarter finns listade i Catalogue of Life.